# Amtsgericht Wischhafen
Das Amtsgericht Wischhafen war ein Gericht der ordentlichen Gerichtsbarkeit in Wischhafen.
Nach der Revolution von 1848 wurde im Königreich Hannover die Rechtsprechung von der Verwaltung getrennt und die Patrimonialgerichtsbarkeit abgeschafft.
Das Amtsgericht wurde daraufhin mit der Verordnung vom 7. August 1852 die Bildung der Amtsgerichte und unteren Verwaltungsbehörden betreffend als königlich hannoversches Amtsgericht gegründet.
Es umfasste das aus dem Amt Wischhafen die Orte die nicht zu den Kirchspielen Bützfleth und Assel gehören oder nach Stade pfarren.
Das Amtsgericht war dem Obergericht Stade untergeordnet. Es wurde 1859 aufgehoben und sein Gerichtsbezirk dem des Amtsgerichtes Freiburg/Elbe zugeordnet.